# Пресенилин-1
Пресенилин-1 (англ. Presenilin 1 (Alzheimer disease 3), PSEN1) — один из двух известных белков-пресенилинов человека. У некоторых больных семейной болезнью Альцгеймера отмечаются мутации PSEN1 и PSEN2. В исследованиях эти мутации усиливают синтез бета-амилоида, основного составляющего амилоидных бляшек, обнаруживаемых в мозге больных при посмертном анализе. Альтернативный сплайсинг порождает несколько форм пресенилина-1.